# ماريان بيرغيرون
ماريان بيرغيرون (بالإنجليزية: Marian Bergeron)‏ هي متسابقة ملكة الجمال وعارضة أمريكية، ولدت في 3 مايو 1918 في ويست هيفن في الولايات المتحدة، وتوفيت في 22 أكتوبر 2002 في أوهايو في الولايات المتحدة بسبب ابيضاض الدم.